# Attrazione proibita
Attrazione proibita (Lying Eyes) è un film per la televisione del 1996 diretto da Marina Sargenti. In Italia è stato trasmesso anche con il titolo L'uomo dei miei sogni.

## Trama
Amy Miller è un'adolescente che frequenta l'ultimo anno di liceo e milita tra le Cheerleaders della squadra di basket della sua scuola. Durante il ritorno a casa dopo un'esibizione avvenuta per una partita, la ragazza viene tamponata ad un incrocio da Derek Bradshaw, un rampante avvocato quindici anni più grande di lei. Sorprendentemente, l'uomo si offre di ripagare personalmente i danni causati dall'incidente e la invita ad uscire con lui, riuscendo così poco a poco a sedurla; col trascorrere del tempo le attenzioni dell'uomo si fanno sempre più intense e in breve tempo il rapporto tra i due sfocia nell'intimità. Ben presto, però, Amy scopre con sgomento che Derek non è affatto single come le aveva fatto credere, ma è sposato e ha due figli. La ragazza decide perciò di troncare la relazione con quest'ultimo, complici anche alcune minacce di morte ricevute da una misteriosa rivale.